# Бинхай
Бинхай, официално известен като Нов район Бинхай (китайски традиционен: 濱海新區, опростен: 滨海新区, пинин: Bīnhǎi Xīn Qū), е подпровинциална област и нова област на държавно ниво в рамките на юрисдикцията Тиянджиндий на Китай.
Бинхай има за цел да повтори развитието, наблюдавано в Шенжен и Пудонг в Шанхай.

## География
Бинхай се намира на западния бряг на Бохайско море и източно от основната градска зона на Тиендзин. Той е част от Бохайския икономически край. Той има площ от 3 000 кв. км., брегова линия от 153 км. и съдържа 700 кв. км. вода и влажни зони.

### Природни ресурси
Новата зона на Бинхай има 700 кв. км. вода и влажни зони и още 1200 кв. км. пустош, който се преустроява в солени земи. Той има доказани петролни ресурси на обща стойност над 100 милиона тона и 193,7 милиарда кубически метра природен газ.

### Административно деление
В областта има 19 подрайони и 7 града:
| Name                                            | Китайски (S)        | Пинин                          | Население (2010) | Площ (км2) |
| ----------------------------------------------- | ------------------- | ------------------------------ | ---------------- | ---------- |
| Подрайон Тангу                                  | 塘沽街道            | Tánggū Tiēdào                  | не е установено  |            |
| Подрайон на улица Хангжоу                       | 杭州道街道          | Hángzhōudào Jiēdào             | 112,173          | 5.412      |
| Подрайон Синхе                                  | 新河街道            | Xīnhé Jiēdào                   | 73,160           |            |
| Подрайон Дагу (Таку)                            | 大沽街道            | Dàgū Jiēdào                    | 43,425           | 138.24     |
| Подрайон Ксинбей                                | 新北街道            | Xīnběi Jiēdào                  | 80,702           |            |
| Подрайон Бейтанг                                | 北塘街道            | Běitáng Jiēdào                 | 16,406           | 117        |
| Подрайон Худжиаюан                              | 胡家园街道          | Hújiāyuán Jiēdào               | 117,235          | 75.2       |
| Подрайон Хангу                                  | 汉沽街道            | Hàngū Jiēdào                   | 50,685           | 4.6        |
| Подрайон Жайшанг                                | 寨上街道            | Zhàishàng Jiēdào               | 66,510           | 4.8        |
| Подрайон Чадиян                                 | 茶淀街道            | Chádiàn Jiēdào                 | 28,050           | 17.3       |
| Подрайон Даганг                                 | 大港街道            | Dàgǎng Jiēdào                  | 91,776           | 4.9        |
| Подрайон Гулин                                  | 古林街道            | Gǔlín Jiēdào                   | 47050            | 209        |
| Haibin Subdistrict                              | 海滨街道            | Hǎibīn Jiēdào                  | 146,009          | 118        |
| Град Ксинченг, Тяндзин Ксинченг                 | 新城镇              | Xīnchéng Zhèn                  | 43,128           | 31         |
| Град Янджиабо                                   | 杨家泊镇            | Yángjiāpō Zhèn                 | 21,559           | 60.7       |
| Тайпинг                                         | 太平镇              | Tàipíng Zhèn                   | 37,074           | 174.7      |
| Град Ксиаоуангжуанг                             | 小王庄镇            | Xiǎowángzhuāng Zhèn            | 23,084           | 27.8       |
| Град Жонгтанг                                   | 中塘镇              | Zhōngtáng Zhèn                 | 55,586           | 30.2       |
| зони за развитие, промишлени и пристанищни зони | 开发区/类似乡级单位 | Kāifā Qū/Lèisì Xiāng Jí Dānwèi | 831,979          |            |

- Несъществуващи:
  - Сега част от Тангу: подрайон Юджиапу, подрайон Ксинганг, подрайон Ксинкун-север
  - Сега част от улица Хангжоу: подрайон Ксянгянг
  - Сега част от Дагу: подрайон Бохайшию, подрайон Кинкун-юг
  - Сега част от Хангу: град Датиан
  - Сега част от Чадиян: подрайон Хекси
  - Сега част от Даганг: подрайон Йингпин, подрайон Шенгли
  - Сега част от Хайбин: подрайон Ганкси

## История
Районът Binhai е създаден от правителството на Китай през 90-те години на миналия век. През 1996 г. съветският самолетоносач Киев е продаден на самолетен парк Бинхай, тематичен парк в Бинхай. Концепцията е разработена от световния консултант по туризъм и атракции Leisure Quest International.
През август 2011 г. бившият Киев беше превърнат в луксозен хотел след ремонт, струващ 9,6 милиона паунда.
От ноември 2009 г. новата зона Бинхай е консолидирана в окръг, а бившите подчинени райони Тангу, Хангу и Даганг са премахнати. Новата зона Бинхай се състои от девет функционални зони: зона за модерно производство, индустриална зона, базирана на летище, зона за високотехнологично индустриално развитие Binhai, индустриална зона, базирана на пристанище, индустриална зона Бинхай, зона за логистика на пристанището, крайбрежна зона за отдих и туризъм, Китайско-сингапурски еко-град Тиендзин и финансов район Юджиапу. Освен това тук се намира и пристанището на Тиендзин, чиято пропускателна способност е 5-та в света.
Областта Бинхай е силно засегнат от голяма авария в промишлен мащаб през август 2015 г. На 12 август се случват серия от експлозии в пристанищно съоръжение за съхранение на химикали в Бинхай, причинявайки 173 смъртни случая и 797 ранени. Взривът е с еквивалент на 21 метрични тона тротил или земетресение с магнитуд 2,9 по Рихтер, според Китайския център за мрежи за земетресения. Други осем души остават в неизвестност.

## Икономика
Финансовият квартал Юджиапу, разположен в Бинхай, е финансов район в процес на изграждане с лъскав силует, който се смята за център на световната търговия и финанси. Други части на Бинхай също са предназначени да бъдат база за напредналата индустриална и финансова реформа и иновации в Китай. Зона за икономическо-технологично развитие на Тиендзин (TEDA) е ранна зона за свободна търговия.
Борсата за емисии в Тиендзин организира първата в Китай серен диоксид, въглеродно неутрален, договорно управление на енергията и сделки с продукти за енергийна ефективност и създава първата в Китай доброволна система за обществено запитване за намаляване на емисиите.
Редица големи международни компании, включително Rockefeller, Tishman Speyer, Motorola и Airbus, изграждат клонове тук. Например, EADS Airbus вече е отворил завод за сглобяване на своите самолети от серия A320, работещи от 2009 г. Вътрешните компании със седалище в Binhai включват производителя на нудли Тингюй.

## Култура
В този район има голям културен комплекс, културен център Бинхай, с планирани пет централни атракции. В центъра на комплекса е библиотеката, която отвори врати през ноември 2017 г. Библиотеката е наречена „Окото“, тъй като сферата, която изглежда като ирис, може да се види от парка отвън през отвор във формата на око.
Остатъкът от фортовете Таку под формата на оръжейна платформа гледа към река Хай (река Пейхо) в Бинхай.

## Образование
Много колежи и университети в Тиендзин имат клонове в района Бинхай. През 2003 г. Университетът Нанкай създава кампуса TEDA в зоната за икономическо и технологично развитие на Тиендзин, който е посветен на изследвания на геноми, функционална геномика, биочипове и молекулярна вирусология. Университетът за наука и технологии в Тиендзин се мести в нова зона Бинхай като цяло. Джулиардският колеж в Ню Йорк и Музикалната консерватория в Тиендзин си сътрудничат с Изследователския институт Джулиард на Консерваторията по музика в Тиендзин във финансовия район Юджиапу, за да осигурят предуниверситетско и следдипломно образование. В същото време морският професионален колеж в Тиендзин, професионален и технически колеж на зоната за развитие на Тиендзин и професионален колеж Тиендзин Бинхай се намират в Новия район Бинхай.

## Транспорт

### Железопътен транспорт
Високоскоростната железница спира в Бинхай с ЖП гара Бинхай и ЖП гара Тангу на междуградската железница Пекин-Тяндзин. ЖП гара Бинхай-запад и Бинхай-север са спирки по високоскоростната железопътна линия Тяндзин–Кинхуангдао. ЖП гара Тангу също е станция на ЖП линията Тяндзин-Шанхайгуан с конвенционална скорост.

### Метро
- 9  Линия 9 – Худжиаюан, Тангу, ТЕДА,  ТЕДА
- 9  ТЕДА Трамвай – ТЕДА  9 , Първо авеню, Второ авеню, Трето авеню, Четвърто авеню, Пето авеню, Шесто авеню, Седмо авеню, Девето авеню, Десето авеню, Единадесето авеню, Международна академия Джойнт, Колидж дистрикт, Колидж дистрикт-север 9